# Arno Endler
Arno Endler (* 1965) ist ein deutscher Autor. Er wurde vor allem bekannt durch seine Kurzgeschichten in der c’t.

## Werke
- Verschiedene Kurzgeschichten in der c’t[2]
- Am Anfang[3]
- Sittabao[4]
- Paracelsus[5]

### Perry Rhodan
- Perry Rhodan Neo 137: Schlacht um die Sonne: Staffel: Meister der Sonne 7 von 10[6]
- Perry Rhodan Neo 151: Werkstatt im Weltall: Staffel: Die zweite Insel[7]
- Perry Rhodan Neo 158: Halle der Baphometen
- Perry Rhodan Neo 166: Beuter der Jäger
- Perry Rhodan Neo 171: Brennpunkt Eastside
- Perry Rhodan Wega 8: Hort der Transformation (2021)

### Cotton Reloaded
- Cotton Reloaded – 34: Auge um Auge[8]
- Cotton Reloaded – Sammelband 06: 3 Folgen in einem Band[9]
- Cotton Reloaded – 18: Der Sohn des Senators[10]